# 朝阳街道 (天津市)
朝阳街道是中华人民共和国天津市静海区下辖的一个街道办事处。
2021年2月25日，天津市人民政府关于同意静海区设立朝阳街道的批复（津政函〔2021〕14号）：设立朝阳街道。朝阳街道办事处为静海区人民政府派出机关，驻地设置在东兴道和静王公路交口处（天津市静海区东兴道92号）。

## 行政区划
朝阳街道管辖范围北侧起点为东昌道与北华路交口，沿北华路中心线向东行至朝阳道，折向南沿朝阳道中心线行至北盛路，折向西沿北盛路及延长线中心线行至西边庄村道路，折向南沿西边庄村道路中心线行至静文路，折向东偏东北沿静文路中心线行至朝阳道，折向北沿朝阳道中心线行至市电力局仓库北侧土路，折向东沿土路行至市电力局仓库东侧围墙，折向南沿市电力局仓库东侧围墙行至静海区人民政府北侧围墙，折向东沿静海区人民政府北侧围墙行至曙光道，折向南偏东南沿曙光道中心线行至东方红路，折向西沿东方红路中心线行至朝阳道，折向南偏东南沿朝阳道中心线行至宙纬路，折向西沿宙纬路中心线行至春曦道，折向南偏西南沿春曦道中心线行至静王公路，折向西北沿静王公路中心线行至旭华道，折向北沿旭华道中心线行至东方红路，折向西沿东方红路中心线行至东安道，折向南沿东安道中心线行至静王公路，折向西北沿静王公路中心线行至京沪铁路，折向北沿京沪铁路行至静海东兴建材市场北侧围墙，折向东沿静海东兴建材市场北侧围墙行至北丰路，沿北丰路中心线向东行至东昌道，折向北沿东昌道中心线行至东昌道与北华路交口终止。。